# Morsano al Tagliamento
Morsano al Tagliamento är en ort och kommun i regionen Friuli-Venezia Giulia i Italien och tillhörde tidigare även provinsen Pordenone som upphörde 2017. Kommunen hade 2 746 invånare (2018).